# The Blue Ridge Rangers Rides Again
The Blue Ridge Rangers Rides Again är ett musikalbum av John Fogerty från 2009.

## Låtlista
| Nr           | Titel                                                                      | Kompositör                            | Längd |
| ------------ | -------------------------------------------------------------------------- | ------------------------------------- | ----- |
| 1.           | Paradise                                                                   | John Prine                            | 3:50  |
| 2.           | Never Ending Song of Love                                                  | Bonnie Bramlett, Delaney Bramlett     | 3:02  |
| 3.           | Garden Party (med The Eagles' Don Henley och Timothy B. Schmit)            | Ricky Nelson                          | 3:51  |
| 4.           | I Don't Care (Just As Long As You Love Me)                                 | Buck Owens                            | 2:27  |
| 5.           | Back Home Again                                                            | John Denver                           | 4:27  |
| 6.           | I'll Be There (If You Ever Want Me)                                        | Ray Price, Rusty Gabbard              | 2:57  |
| 7.           | Change in the Weather (finns även med på Fogertys album Eye of the Zombie) | John Fogerty                          | 4:03  |
| 8.           | Moody River                                                                | Gary Daniel Bruce                     | 3:10  |
| 9.           | Heaven's Just a Sin Away                                                   | J. Gillespie                          | 2:33  |
| 10.          | Fallin', Fallin', Fallin'                                                  | D. Deckleman, J. Guillot, J.D. Miller | 2:30  |
| 11.          | Haunted House                                                              | Robert L. Geddins                     | 4:36  |
| 12.          | When Will I Be Loved (med Bruce Springsteen)                               | Phil Everly                           | 2:37  |
| Total längd: | Total längd:                                                               | Total längd:                          | 40:03 |